# Desde el alma
Desde el alma – jedno z najbardziej znanych tango vals napisane około 1911 przez Urugwajkę Rositę Melo. 
Najbardziej znana wersja słów została napisana przez jej męża Víctora B. Piuma Velez w 1948 i jest także podpisana przez Homero Manzi.